# Dick Slootweg

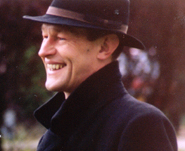
Dick Slootweg

Dick Slootweg (Den Haag, 5 juni 1946 - Malang, 18 maart 1992) was een Nederlands journalist.

## Biografie
Slootweg begon zijn journalistieke carrière in de jaren zestig bij het Dordtsch Dagblad en de Haagsche Courant. In die laatste krant schreef hij onder het pseudoniem Beatweter over de toen opkomende jongerencultuur - vooral popmuziek (Den Haag ontwikkelde zich als de belangrijkste "beatstad") - in een door hem samengestelde wekelijkse jongerenpagina. In 1989 zou zijn uit interviews samengestelde boek De B-kant van de beat over de Haagse geschiedenis van de nederbeat verschijnen. 
De radiocarrière van Slootweg (als zestienjarige deed hij al mee aan Minjon) begon in 1967 als medewerker en presentator van het "undergroundradioprogramma" Uitlaat (VARA) onder redactie van Wim de Bie. Als radioprogrammamaker in vaste dienst bij de VARA maakte hij talloze programma's, onder meer Rood met een gouden randje, De jaren vijftig in doorsnee en Ach ja... de jaren vijftig, waarin veel historische radiostemmen voorkwamen (Ida de Leeuw van Rees, dr. P.H. Ritter jr., Meyer Sluyser).
De beide laatste programmaseries mondden uit in het boek Ach ja... de jaren vijftig, onder eindredactie van Slootweg.
Vanaf 1978 werkte hij als redacteur-samensteller mee aan Z.I., een wekelijks informatief radioprogramma onder eindredactie van Wim Kayzer.
Ook nadat hij in 1982 bij de Volkskrant in dienst was getreden, bleef hij over het medium radio berichten in zijn wekelijkse rubriek Straling. Bijna acht jaar was Slootweg werkzaam bij de Volkskrant: als eindredacteur van de bijlage Het Vervolg, van het media- en lifestylekatern Vervolgens en de kunstredactie.
Daarnaast was hij ruim twintig jaar bestuurslid van de stichting Tong Tong en programmeerde en presenteerde hij het muzikale programma tijdens de jaarlijkse Pasar Malam Tong Tong in Den Haag (nu Tong Tong Fair).
Tijdens een reis naar Indonesië overleed Slootweg onverwachts, 45 jaar oud, op 18 maart 1992 in Malang op Oost-Java. Vijf dagen eerder stond de omvangrijke reportage die hij er maakte, afgedrukt over twee pagina's, in het katern Kunst & Cultuur van de Volkskrant. Slootweg was getrouwd met Lokien de Bie, met wie hij een dochter had. Vanaf 1987 leefde hij samen met radiojournaliste Tanneke de Groot. Samen maakten ze al eerder verschillende reizen naar Indonesië, mede om te onderzoeken of ze zich er in de toekomst zouden kunnen en willen vestigen. Aan deze plannen kwam tijdens hun reis van 1992 een vroegtijdig einde.